# Sweet Springs (Missouri)
Pour les articles homonymes, voir Sweet Springs.
Sweet Springs est une ville du comté de Saline, dans le Missouri, aux États-Unis,. Située au sud du comté, elle est incorporée en 1870. La ville est fondée en 1838, sous le nom de Brownsville.

## Démographie
Lors du recensement de 2010, la ville comptait une population de 1 484 habitants. Elle est estimée, en 2016, à 1 446 habitants.

### Source de la traduction
- (en) Cet article est partiellement ou en totalité issu de l’article de Wikipédia en anglais intitulé « Sweet Springs, Missouri » (voir la liste des auteurs).